# Svelvik
Svelvik es un pueblo y un municipio en la provincia de Vestfold, Noruega. El centro administrativo municipal se encuentra en el pueblo de Svelvik. Este pueblo fue separado del municipio rural de Strømm para convertirse en un municipio por sí mismo en 1845. Los dos municipios volvieron a fundirse en uno solo el 1 de enero de 1964.

## Información general

### Nombre
La forma del nombre en el nórdico antiguo fue Sverðvík. El significado del primer término sverd es espada, el último elemento es vík el cual significa ensenada. 

### Escudo de armas
El escudo de armas de Svelvik data de época moderna. Les fue concedido el 4 de septiembre de 1964. Esta municipalidad es un importante puerto, alrededor del cual gira gran parte de la economía. El escudo muestra un tridente dorado sobre fondo rojo como símbolo del mar.

## Geografía
El brazo de mar de Svelvikstrømmen separa a Svelvik del municipio de Hurum y de la provincia de Buskerud. El pueblo posee calles tradicionales con casas pintadas color blanco. Svelvik es también un lugar de veraneo en Noruega con atracciones de nado y sol.